# Entalinidae
Entalinidae là một họ của thân mềm Scaphopoda sống ở biển trong bộ Gadilida. Nó là họ duy nhất trong phân bộ Entalimorpha.

## Các chi
- Phân họ Bathoxiphinae Chistikov, 1983
  - Chi Bathoxiphus Pilsbry & Sharp, 1897
  - Chi Rhomboxiphus Chistikov, 1983
  - Chi Solenoxiphus Chistikov, 1983
- Phân họ Entalininae Chistikov, 1979
  - Chi Entalina Monterosato, 1872
- Phân họ Heteroschismoidinae Chistikov, 1982
  - Chi Costentalina Chistikov, 1982
  - Chi Entalinopsis Habe, 1957
  - Chi Heteroschismoides Ludbrook, 1960
  - Chi Pertusiconcha Chistikov, 1982
  - Chi Spadentalina Habe, 1963